# Цеціна Децій Фауст Альбін
Цеціна Децій Фауст Альбін (*Caecina Decius Faustus Albinus, д/н — бл. 410) — політичний діяч часів Західної Римської імперії. Деякі дослідники плутають з Цецинієм Децієм Альбіном.

## Життєпис
Походив з патриціанського роду Цейоніїв. Син Публія Цейонія Цеціни Альбіна, консуляра Нумідії у 364—367 роках, та Деції. Здобув гарну освіту. Незважаючи на вплив матері, залишився поганином.
Можливо розпочав кар'єру військовим нотаріусом. Потім обіймав посаду коміта. У 388 році призначено консуляром (намісником) провінції Нумідія Костянтинська. На цій посаді перебував до 392 року.
У 397—398 роках як коректор керував областю Кампанія. У 398 році стає квестором священного палацу. У 400—401 роках був магістром офіцій. Товаришував з Квінтом Аврелієм Сіммахом та Мавром Сервієм Гоноратом.
У 402 році призначається міським префектом Рима. Цього року імператор Гонорій переніс свою столицю до Равенни. З огляду на це кількість обов'язків Деція Альбіна розширилася.
Остання згадка відноситься до 406 року. Ймовірно помер до захоплення остготами Риму або під час його пограбування у 410 році.

## Родина
Дружина — Агінація
Діти:
- Цецина Децій Агінацій Альбін